# Vinogradovsky (huyện)
Huyện Vinogradovsky (tiếng Nga: ? райо́н) là một huyện hành chính tự quản (raion), của Tỉnh Arkhangelsk, Nga. Huyện có diện tích 12476 kilômét vuông, dân số thời điểm ngày 1 tháng 1 năm 2000 là 23000 người. Trung tâm của huyện đóng ở Bereznik.